# ام‌وی فلار
ام‌وی فلار (به انگلیسی: MV Flare) یک کشتی بود که طول آن ۱۸۰٫۸ متر (۵۹۳ فوت ۲ اینچ) بود. این کشتی در سال ۱۹۷۲ ساخته شد.